# Mudbi, Basavakalyan
Mudbi là một làng thuộc tehsil Basavakalyan, huyện Bidar, bang Karnataka, Ấn Độ.